# Changgyeonggung
Changgyeonggung är ett palats i Seoul i Sydkorea. Det var var aldrig huvudresidens, men användes ofta under 1600-talet och 1700-talet. 
Det är ett av de "Fem ståtliga palatsen", bestående av Changdeokgung, Changgyeonggung, Deoksugung, Gyeongbokgung och Gyeonghuigung, som fungerade som kungliga residens åt Joseondynastin.
Palatskomplexet uppfördes på order av kung Sejong, som regerade 1418-1450. Det brändes ned under japanska erövringsförsöken av Korea på 1590-talet, men återuppfördes. Det var i Changgyeonggung kronprins Sado år 1762 fick ett sammanbrott och avrättades av sin far. 
Palatset revs ned helt och hållet under den japanska ockupationen 1910-1945, då platsen istället hyste ett zoo. Efter Koreakriget stängdes djuparken, och flera byggnader har sedan dess restaurerats i palatsparken. 

## Galleri

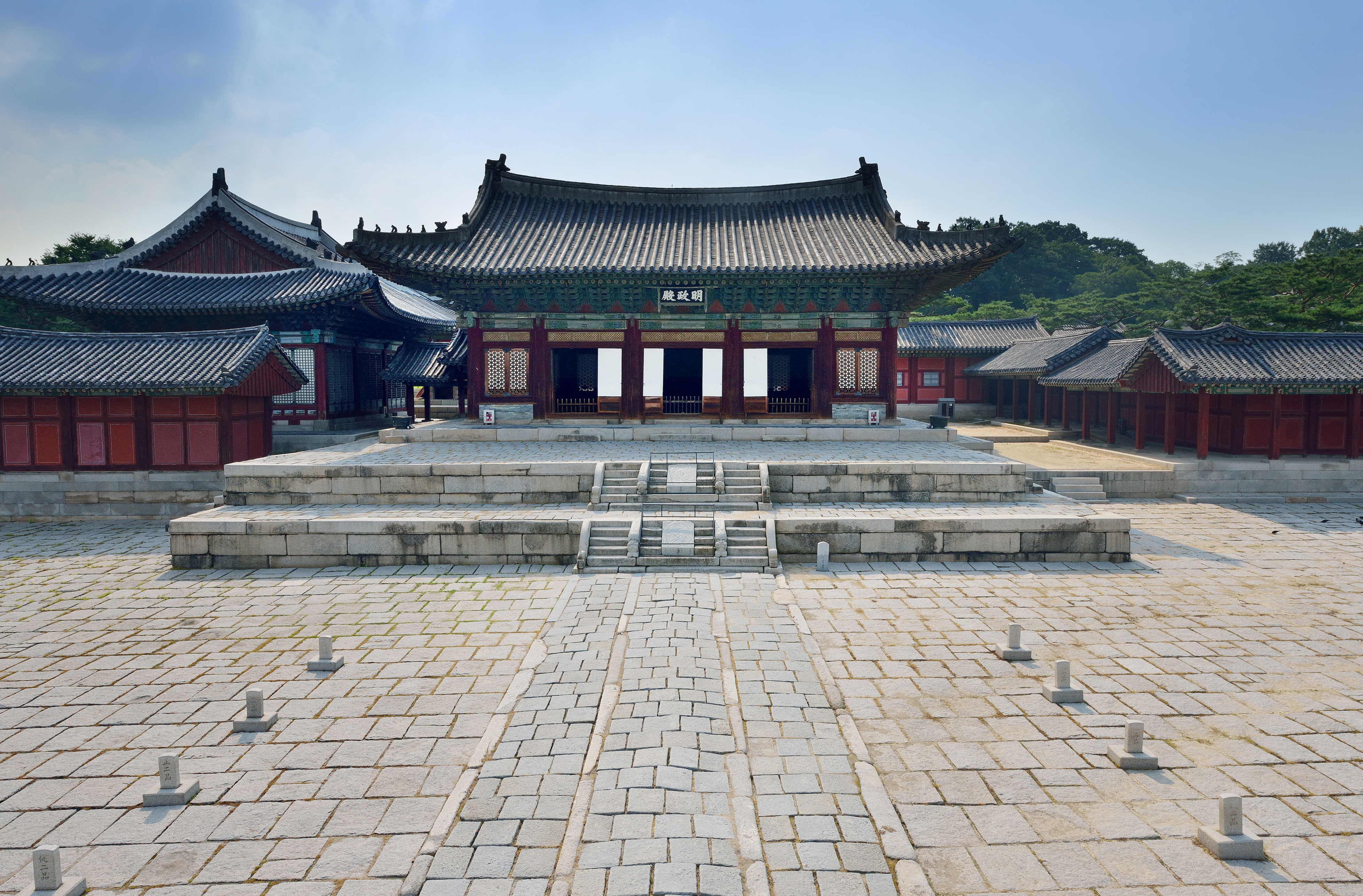
창경궁 명정전 (2013)
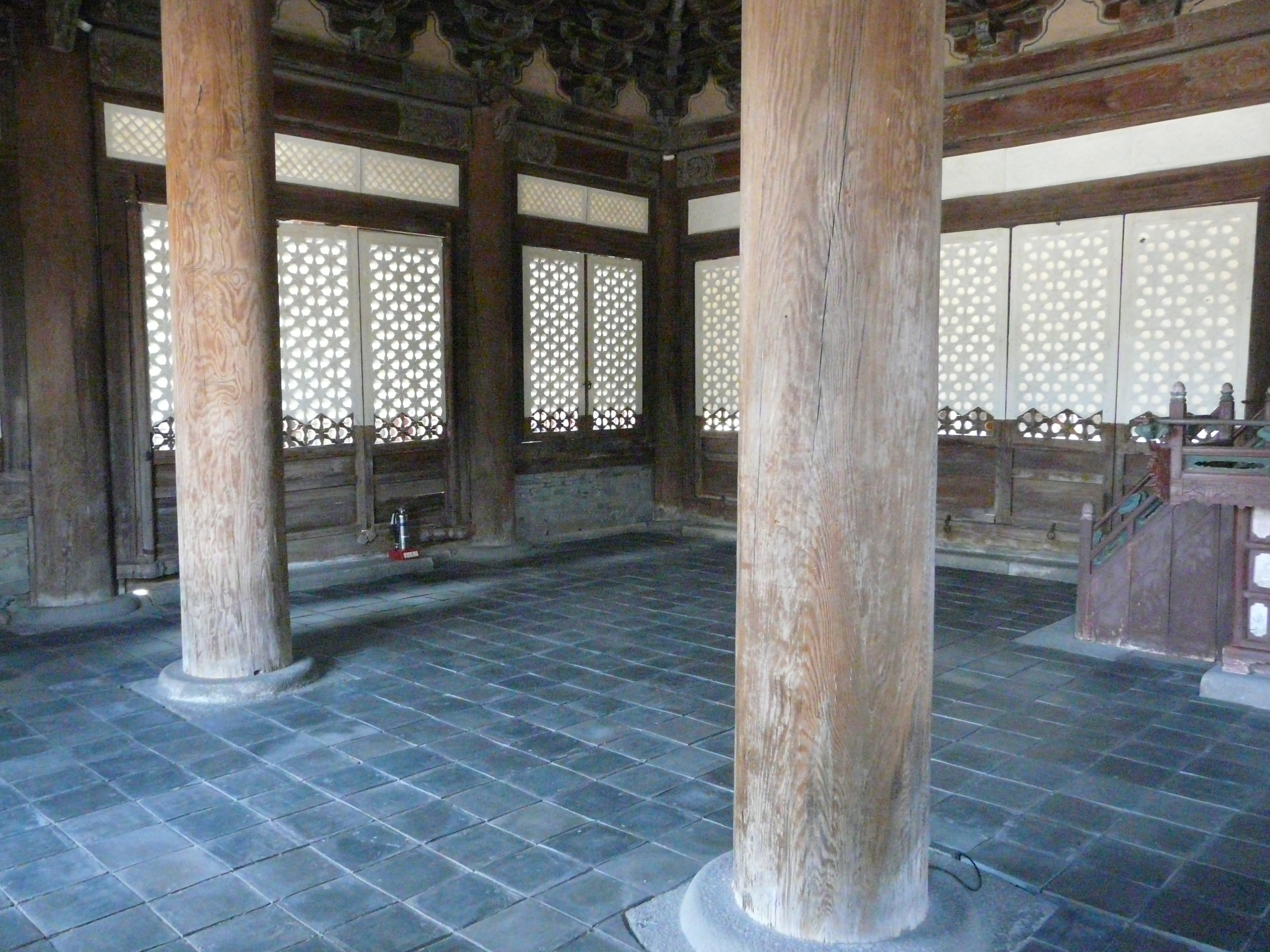
Hyehwa fall 2014 071 (Changgyeonggung)
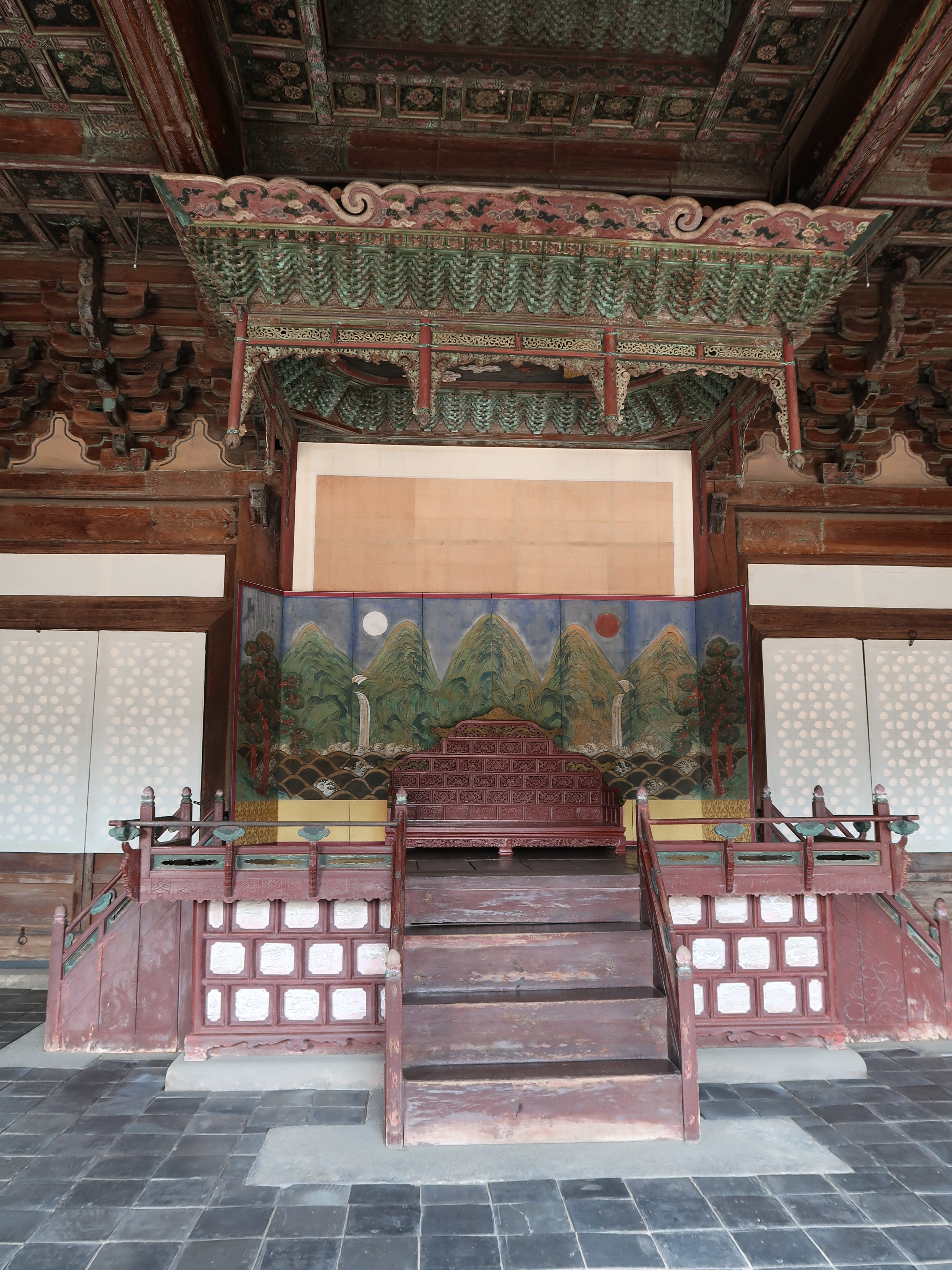
Changgyeonggung, salle du trône 1
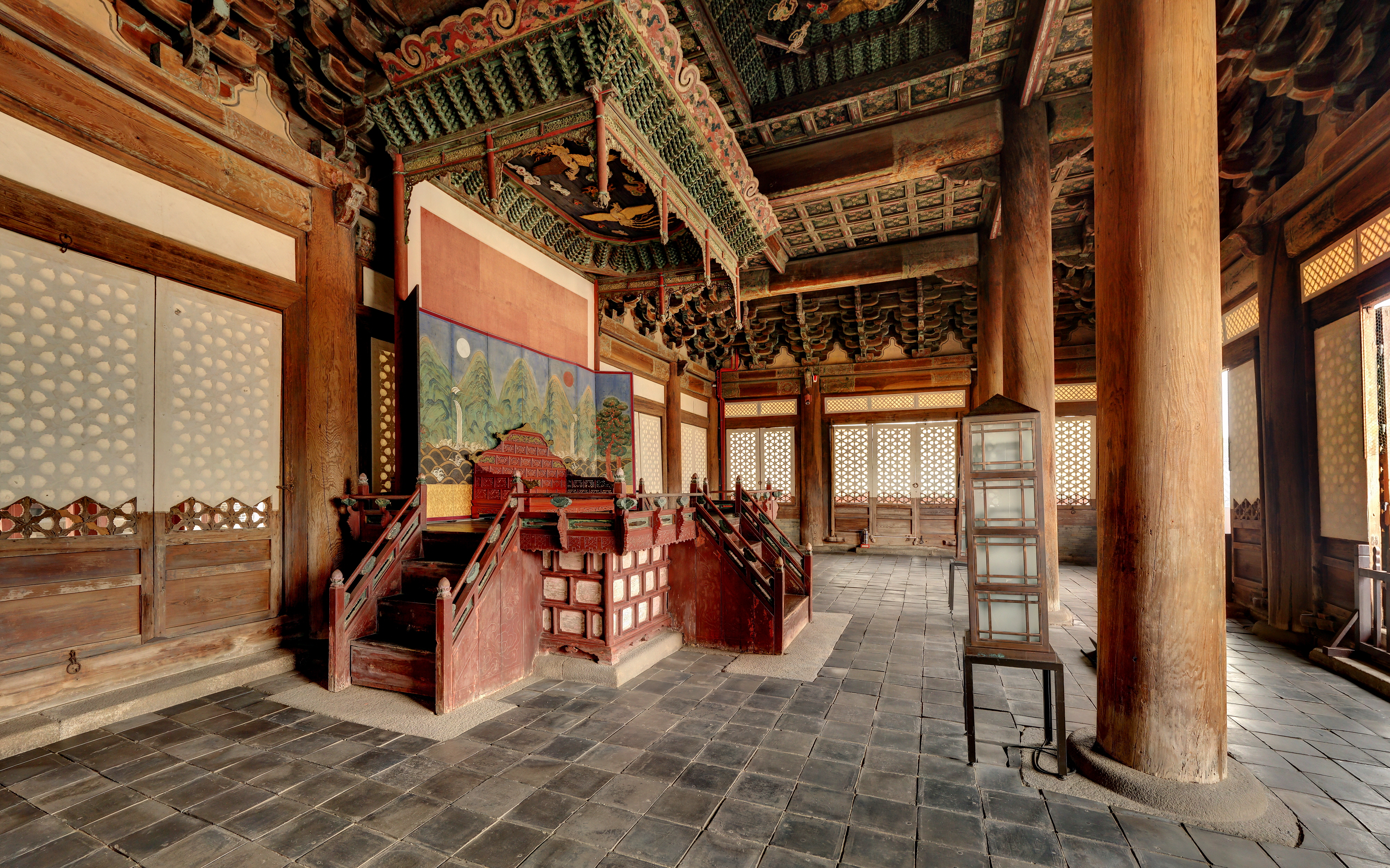
창경궁 명정전 내부 (2013)